# چیچو و فرانکو در سال اختلاف نظر
چیچو و فرانکو در سال اختلاف نظر (ایتالیایی: Don Franco e Don Ciccio nell'anno della contestazione) که در ایران با عنوان دو کشیش فوتبالیست دوبله شده است، یک فیلم کمدی ایتالیایی به کارگردانی مارینو جیرولامی است که در سال ۱۹۷۰ میلادی منتشر شد.

## بازیگران
- فرانکو فرانکی
- چیچو اینگراسیا
- ادویژ فنش
- انیو جیرولامی
- اومبرتو دورسی
- لینو بانفی
- لوکا اسپورتلی
- انتسو آندرونیکو
- رناتو مالاواسی
- آلفردو ریتسو
- جامپی‌یرو لیترا